# 沃绍什体育俱乐部
華沙斯體育會（匈牙利語：Vasas SC，匈牙利語發音：[ˈvɒʃɒʃ]）是匈牙利布达佩斯市的一个体育运动俱乐部。

## 历史
1911年，匈牙利钢铁工人同盟（Hungarian Union of Iron Workers）的成员创建了该俱乐部，当时称作“钢铁工人体育俱乐部”。

## 荣誉
- 匈牙利足球甲級聯賽

 冠軍 (6)： 1957, 1961, 1962, 1965, 1966, 1977
- 匈牙利盃

 冠軍 (4)： 1955, 1973, 1981, 1986
- 米杜柏杯

 冠軍 (6)： 1956, 1957, 1962, 1965, 1970, 1983
- 歐洲冠軍盃
  - 準決賽(1):  1958